# Paris-Nice 1976
Paris-Nice 1976 est la 34e édition de la course cycliste Paris-Nice. La course a lieu entre le 7 et le 14 mars 1976. La victoire revient au coureur français Michel Laurent, de l’équipe Miko-De Gribaldy-Superia, devant Hennie Kuiper (TI-Raleigh) et Luis Ocaña (Super Ser).
Les bonifications en temps aux arrivées sont supprimées. Seul le franchissement du Chalet Reynard donne lieu à des bonifications. Une minute au premier et une minute moins leur retard pour les poursuivants accusant 60 secondes ou moins.

## Participants
Dans cette édition de Paris-Nice, 100 coureurs participent divisés en 10 équipes : Miko-De Gribaldy-Superia, TI-Raleigh, Super Ser, Flandria-Velda, Gitane-Campagnolo, Peugeot-Esso-Michelin, Gan-Mercier, Kas-Campagnolo, Lejeune-BP et Jobo-Wolber-Le France. L'épreuve est terminée par 76 coureurs.

## Étapes
| Étapes                | Date    | Villes étapes                     | Km     | Vainqueur d'étape        | Leader du classement général |
| --------------------- | ------- | --------------------------------- | ------ | ------------------------ | ---------------------------- |
| Prologue              | 7 mars  | Aulnay-sous-Bois (clm)            | 6,5 km | Freddy Maertens          | Freddy Maertens              |
| 1re étape             | 8 mars  | Montargis-Montluçon               | 228 km | Jacques Esclassan        | Freddy Maertens              |
| 2e étape              | 9 mars  | Varennes-sur-Allier-Saint-Étienne | 185 km | Freddy Maertens          | Freddy Maertens              |
| 3e étape              | 10 mars | Saint-Étienne-Valence             | 129 km | Freddy Maertens          | Freddy Maertens              |
| 4e étape              | 11 mars | Valence-Orange                    | 189 km | Freddy Maertens          | Freddy Maertens              |
| 5e étape              | 12 mars | Orange-Gréoux-les-Bains           | 188 km | Jean-Pierre Danguillaume | Hennie Kuiper                |
| 6e étape, 1er secteur | 13 mars | Gréoux-les-Bains-Les Arcs         | 96 km  | Freddy Maertens          | Hennie Kuiper                |
| 6e étape, 2e secteur  | 13 mars | Les Arcs-Draguignan               | 100 km | Freddy Maertens          | Hennie Kuiper                |
| 7e étape, 1er secteur | 14 mars | Seillans-Nice                     | 78 km  | Guy Sibille              | Hennie Kuiper                |
| 7e étape, 2e secteur  | 14 mars | Nice-Col d'Èze (clm)              | 9,5 km | Michel Laurent           | Michel Laurent               |

## Résultats des étapes

### Prologue
7-03-1976. Aulnay-sous-Bois, 6,5 km (clm).
|   | Cycliste               | Équipe                | Temps      |
| - | ---------------------- | --------------------- | ---------- |
| 1 | Freddy Maertens        | Flandria-Velda        | 8 min 00 s |
| 2 | Dietrich Thurau        | TI-Raleigh            | + 2 s      |
| 3 | Jean-Luc Vandenbroucke | Peugeot-Esso-Michelin | + 4 s      |

### 1reétape
8-03-1976. Montargis-Montluçon, 228 km.
|   | Cycliste          | Équipe                | Temps           |
| - | ----------------- | --------------------- | --------------- |
| 1 | Jacques Esclassan | Peugeot-Esso-Michelin | 6 h 05 min 09 s |
| 2 | Freddy Maertens   | Flandria-Velda        | m.t.            |
| 3 | Dietrich Thurau   | TI-Raleigh            | m.t.            |

### 2eétape
9-03-1976. Varennes-sur-Allier-Saint-Étienne 185 km.
Henry Anglade, directeur sportif de l'équipe Lejeune-BP, quitte la course car ses coureurs refusent d’exécuter ses ordres et de secouer le peloton. Il revient le lendemain.
|   | Cycliste                 | Équipe                | Temps           |
| - | ------------------------ | --------------------- | --------------- |
| 1 | Freddy Maertens          | Flandria-Velda        | 4 h 56 min 38 s |
| 2 | Jan Raas                 | TI-Raleigh            | m.t.            |
| 3 | Jean-Pierre Danguillaume | Peugeot-Esso-Michelin | m.t.            |

### 3eétape
10-03-1976. Saint-Étienne-Valence 129 km.
|   | Cycliste          | Équipe                   | Temps           |
| - | ----------------- | ------------------------ | --------------- |
| 1 | Freddy Maertens   | Flandria-Velda           | 3 h 05 min 55 s |
| 2 | Wilfried Wesemael | Miko-De Gribaldy-Superia | m.t.            |
| 3 | Régis Ovion       | Peugeot-Esso-Michelin    | m.t.            |

### 4eétape
11-03-1976. Valence-Orange, 189 km.
|   | Cycliste        | Équipe         | Temps           |
| - | --------------- | -------------- | --------------- |
| 1 | Freddy Maertens | Flandria-Velda | 4 h 51 min 31 s |
| 2 | Dietrich Thurau | TI-Raleigh     | m.t.            |
| 3 | Jan Raas        | TI-Raleigh     | m.t.            |

### 5eétape
12-03-1976. Orange-Gréoux-les-Bains, 188 km.
Laurent, après l'escalade du Chalet Reynard, bénéficie d'une minute de bonification.
|   | Cycliste                 | Équipe                | Temps           |
| - | ------------------------ | --------------------- | --------------- |
| 1 | Jean-Pierre Danguillaume | Peugeot-Esso-Michelin | 5 h 12 min 50 s |
| 2 | Freddy Maertens          | Flandria-Velda        | + 22 s          |
| 3 | Joop Zoetemelk           | Gan-Mercier           | m.t.            |

### 6eétape,1ersecteur
13-03-1976. Gréoux-les-Bains-Les Arcs, 96 km.
|   | Cycliste                 | Équipe         | Temps           |
| - | ------------------------ | -------------- | --------------- |
| 1 | Freddy Maertens          | Flandria-Velda | 2 h 20 min 03 s |
| 2 | Luis Ocaña               | Super Ser      | m.t.            |
| 3 | Enrique Martínez Heredia | Kas-Campagnolo | m.t.            |

### 6eétape,2esecteur
13-03-1976. Les Arcs-Draguignan, 100 km.
|   | Cycliste          | Équipe                   | Temps           |
| - | ----------------- | ------------------------ | --------------- |
| 1 | Freddy Maertens   | Flandria-Velda           | 2 h 41 min 07 s |
| 2 | Régis Ovion       | Peugeot-Esso-Michelin    | m.t.            |
| 3 | Wilfried Wesemael | Miko-De Gribaldy-Superia | m.t.            |

### 7eétape,1ersecteur
14-03-1976. Seillans-Nice, 78 km.
|   | Cycliste        | Équipe                | Temps           |
| - | --------------- | --------------------- | --------------- |
| 1 | Guy Sibille     | Peugeot-Esso-Michelin | 1 h 53 min 05 s |
| 2 | Dietrich Thurau | TI-Raleigh            | + 1 s           |
| 3 | Gerben Karstens | TI-Raleigh            | + 1 min 15 s    |

### 7eétape,2esecteur
14-03-1976. Nice-Col d'Èze, 9,5 km (clm).
|   | Cycliste         | Équipe                   | Temps       |
| - | ---------------- | ------------------------ | ----------- |
| 1 | Michel Laurent   | Miko-De Gribaldy-Superia | 20 min 51 s |
| 2 | Bernard Vallet   | Gan-Mercier              | + 17 s      |
| 3 | Gerrie Knetemann | TI-Raleigh               | + 19 s      |

## Classements finals

### Classement général
|    | Cycliste                 | Équipe                   | Temps            |
| -- | ------------------------ | ------------------------ | ---------------- |
| 1  | Michel Laurent           | Miko-De Gribaldy-Superia | 31 h 42 min 23 s |
| 2  | Hennie Kuiper            | TI-Raleigh               | + 17 s           |
| 3  | Luis Ocaña               | Super Ser                | + 26 s           |
| 4  | Freddy Maertens          | Flandria-Velda           | + 55 s           |
| 5  | Enrique Martínez Heredia | Kas-Campagnolo           | + 2 min 30 s     |
| 6  | Bernard Vallet           | Gan-Mercier              | + 2 min 50 s     |
| 7  | Wilfried Wesemael        | Miko-De Gribaldy-Superia | + 2 min 53 s     |
| 8  | Joop Zoetemelk           | Gan-Mercier              | + 2 min 19 s     |
| 9  | José Luis Uribezubia     | Super Ser                | + 3 min 20 s     |
| 10 | Gerrie Knetemann         | TI-Raleigh               | + 3 min 25 s     |